# Peng Wan-ru
Peng Wan-ru  (en chinois : 彭婉如;13 juillet 1949 - 30 novembre 1996)  fut une politicienne et féministe taïwanaise. Elle dirigea le département des affaires féminines du Parti Démocrate Progressiste, défendant la sécurité et l'éducation des femmes,. Elle passa sa vie à lutter pour l’égalité des sexes et s’engagea dans le mouvement féministe. Dans le but de voir une société égalitaire entre femme et homme, elle se lança dans la politique, promouvant des lois pour la protection de la femme. Elle fut la secrétaire de la Awakening Foundation, l’administratrice de la Homemakers United Foundation, de la Taipei Women’s Rescue Foundation mais aussi présidente de l’association Warm Life.
Elle meurt assassinée après avoir été violée. Son assassin présumé n'est identifié qu'en 2015, et échappe à tout procès en raison des délais de prescription, qui arrivaient à échéance en 2016.

## Biographie

### Éducation
Elle grandit entourée de sa mère, de son grand frère et sa femme ; son père, lui, est décédé lorsqu'elle avait 2 ans. Elle étudia à l'école primaire Chu-Lien de la ville de Hsinchu (新竹市竹蓮國小), puis au Deuxième Collège de filles de Hsinchu (新竹市二女中), elle étudia par la suite au Lycée provincial de Hsinchu (省立新竹女中). Dès la fin de ses études secondaires, elle fut admise à l’Université Nationale Normale de Taiwan dans le département de Chinois, d’un côté s’appuyant sur les bourses d’études, de l’autre décidant de faire de l’éducation le métier de sa vie.

### Engagement dans l'éducation
En 1971, après avoir obtenu son diplôme de Chinois de l’Université Nationale Normale de Taiwan, elle part effectuer un stage d’un an dans le collège Si-yu à Taichung (台中市四育國中), elle y rencontra un autre stagiaire, Hong Wan-sheng, qui deviendra son mari. Lors de son expérience en tant que professeure au collège Si-yu, elle emmenait les élèves dans la cour de l’école pour une “éducation sur le terrain”, dans le but de rendre les études plus intéressantes, cela fut interdit par l’école.
En 1972, elle prit poste d’enseignante au lycée professionnel Zhi-guang de la sous préfecture de Taipei (台北縣智光商工), elle se maria en 1974 avec Hong Wan-sheng et changea d’établissement pour enseigner au Lycée de filles de Wesley (衛理女中). Elle donna naissance à un fils en 1977, Hong Zan-tian. Elle démissionne de son poste au Lycée de filles de Wesley et part avec son mari aux États-Unis.

### Instruction au mouvement féministe
Dès l’année 1985, date à laquelle elle arrive avec son mari aux États-Unis, elle travailla régulièrement en tant qu’éditrice pour le journal en langue chinoise “Journal Chinois”. Lors de la traduction du livre “L’histoire du mouvement féministe aux États-Unis”, après avoir compris le parcours compliqué et difficile des femmes étatsuniennes pour obtenir le droit à l’égalité des sexes, ce qui l’inspira profondément, après son retour à Taïwan, elle s’engagea dans le mouvement féministe.
Après son retour à Taïwan en 1988, elle devint en décembre la secrétaire de la Awakening Foundation (婦女新知基金會) , au travers de l’écriture d’article et d’actions, elle appelle les gens à examiner l’éducation biaisée donnée au primaire et au collège, et à quel point cela était préjudiciable pour les jeunes élèves de sexe féminin. Pour mieux comprendre la condition de la femme, elle céda son poste de secrétaire en novembre 1989 pour rejoindre la Taipei Women’s Rescue Foundation en tant qu’administratrice, elle portait une attention particulière sur la question de la prostitution chez les mineurs. Elle devint aussi la présidente de la Homemakers United Foundation, prenant en considération l’éducation et l’environnement de l’enfant. Elle prit aussi pendant une courte période le poste de présidente de l’association Warm Life, pour jeter les bases d’une plateforme de conseil pour les femmes divorcées.
Dans le but de voir le mouvement féministe s’épanouir, elle se rendit compte que ses propres connaissances n’étaient pas suffisantes et de septembre 1993 à août 1994, elle partit étudier un master à l’université Albany de l’état de New York, son sujet de recherche fut celui de la femme. À 43 ans, elle obtint son diplôme de master en sciences humaines en un an.

### Engagement en politique
Pendant que Peng Wan-ru était secrétaire de la Awakening Foundation, l’année 1989 fut désignée comme “l’année de la politique féminine”, beaucoup d’événements furent organisés pour promouvoir l’implication des femmes dans la politique, espérant que les femmes pourraient intégrer la sphère publique et s’impliquer dans les affaires et décisions publiques, pour éviter que leur propre vie soit décidée par quelqu’un d’autre, ce qui entraînerait un traitement inéquitable.
Après son retour, Peng Wan-ru prit en considération la force que pouvait avoir la liaison entre les groupes féministes et les partis politiques, permettant encore plus de promouvoir les droits des femmes et la protection de celles-ci. Elle entra donc au parti démocrate progressiste. De mai 1995 à juillet 1996, elle prit le poste de cheffe exécutif de la commission pour le développement de la femme, qui devint par la suite le département des affaires féminines et elle en fut la première directrice en juillet 1996.
Quand Peng Wan-ru était en poste au parti démocratique progressiste, elle promut de toutes ses forces “ la clause de sauvegarde de la participation des femmes en politique à ¼ ” (「婦女參政四分之一保障條款」). Cette clause exigeait que dans le parti politique, un minimum de 25% des sièges soient occupés par des femmes, espérant qu’ainsi plus de femmes se lancent dans la politique, lutter pour l’égalité des sexes et pour leurs droits. Cette clause fut adoptée le 1er décembre 1996 pendant la réunion du Congrès National du Parti Démocratique Progressiste.
Le 30 novembre 1996, Peng Wan-ru fut assassinée en pleine nuit à Kaohsiung.

## Meurtre

### Disparition et Découverte du corps
Le 30 novembre 1996, Peng Wan-ru disparait à Kaohsiung après une réunion du PDP juste avant une convention du PDP. Ce jour-là, elle prit un taxi le soir pour se rendre à son hôtel et c’est à partir de ce moment-là qu’elle disparut. Lorsque le lendemain, Peng Wan-ru ne se présenta pas à la convention, les membres du parti reportèrent très vite sa disparition. Le 3 décembre dans l’après-midi, son corps fut retrouvé dans le comté de Kaohsiung. Elle fut violée et violemment assassinée, poignardée plus de 30 fois.
Malgré une enquête intensive, la police n’a pas pu résoudre ce crime. Au moins 70 000 chauffeurs de taxi taïwanais ont eu leur empreintes de doigt analysées pour essayer de trouver le tueur. Le mari de Peng Wan-ru dit s’être senti frustré que le coupable ne soit pas trouvé. Il y a eu beaucoup de fausses pistes depuis le meurtre.
En 2015, la police reçut le témoignage d’une ancienne compagne d’un chauffeur de taxi nommé Yang, qui lui a dit avoir tué Peng Wan-ru. Même si l’ADN de Yang ne correspondait pas avec les échantillons relevés sur la scène de crime, plusieurs caractéristiques des empreintes correspondaient cependant.
Le délai de prescription se terminant en 2016, l’affaire fut close. Cela poussa les législateurs à proposer la suppression du délai de prescription de 20 ans pour les affaires de meurtre et de crimes économiques majeurs.

### Réponse et Héritage
Le meurtre de Peng Wan-ru produit un tollé par rapport au manque de protection des femmes à Taïwan. La proposition de Peng Wan-ru concernant un taux d’un quart de sièges d’élus réservés à des femmes fut adoptée le 30 novembre 1996 lors de la convention nationale du Parti Démocrate Progressiste.
La mort de Peng, avec aussi deux autres affaires de meurtre très médiatisées, ont mené à des grandes manifestations en mai 1997. Les manifestants marchèrent le 4 et le 18 mai 1997, demandant la démission du premier ministre Lien Chan, après une hausse de crime violent perçue, avec pour preuve les trois meurtres non résolu de Pai Hsiao-yen, Peng Wan-ru et Liu Pang-yu,.
La Fondation Peng Wan-ru  (彭婉如基金會; Péng Wǎnrú Jījīnhuì), fut établie par son mari Hong Wan-sheng en 1997, dans le but d’aider les femmes souhaitant entrer dans le monde du travail. L’organisation forme des femmes dans la participation de programmes de garde d’enfants. Une fois qu’elles ont validé les cours, la Fondation les met en relation avec des familles ou des écoles élémentaires ayant besoin de garde d’enfants.

## Liens Externes
- Fondation Peng Wan-ru https://www.pwr.org.tw/